# Џејкс Малхоланд

Џејмс „Џејкс“ Х. Малхоланд је бивши фудбалер САД који је играо на линији одбране и освојио две капе са националним тимом 1924. године. Малхоланд је био члан фудбалског тима на Летњим олимпијским играма 1924. године. Док је био члан америчког тима на Олимпијади, Малхоланд није играо у два америчка меча. Међутим, након турнира, САД је имао два егзибициона меча. Малхоланд је играо у оба, са победом над Пољском и губитком са Ирском. Године 1928. играо је један меч са ФК Витлејемски Челик у америчкој фудбалској лиги и непознати број са Витлејемом у источној професионалној фудбалској лиги.